# Церковь Казанской иконы Божией Матери на Торгу
Церковь Казанской иконы Божьей Матери на Торгу́ — православный храм в Вологде, памятник архитектуры федерального значения. Церковь заложена Иваном Грозным в честь начала строительства Вологодского кремля. Существующее каменное здание церкви построено в 1760 году, к этому же периоду относятся фрагментарно сохранившиеся стенные росписи.

## История

### Деревянный храм Иасона и Сосипатра
Основание церкви связывают со строительством Вологодского кремля по инициативе Ивана Грозного. Иван Слободской в «Вологодском летописце» говорит, что в 1566 году царь «повелел заложить град каменной, и его, великого государя, повелением заложен град апреля 28 день, на памяти святых апостол Иасона и Сосипатра». С этой датой историк Н. И. Суворов связывал и закладку деревянной церкви в честь святых Иасона и Сосипатра, ставшей предшественницей Казанского храма. Церковь находилась недалеко от царского дворца (домовой церковью дворца был храм Иоакима и Анны, впоследствии переосвящённый в Покровский).
Топоним «на Торгу» вошёл в употребление в XX веке в связи с находившимся рядом рынком (см. Торговая площадь). Торговые ряды в непосредственной близости от Казанской церкви находились с XVII века. В XVII веке в названии церкви употребляется топоним «возле Рыбного ряда», а позднее «на Болоте», связанный очевидно с болотистой местностью.
В 1605 года церкви Иоакима и Анны, Иасона и Сосипатра, а также царский дворец были уничтожены пожаром.

### Деревянные церкви Казанской иконы Божией матери и Дмитрия Московского
Восстанавливается церковь уже с посвящением Казанской иконы Богоматери, почитание которой получило распространение после событий 1612 года. Престол Иасона и Сосипатра был перенесён в придел церкви. В начале XVII века недалеко от церкви был построен новый Гостиный двор. В Писцовой книге 1627 года упоминается деревянная клетская Казанская церковь с приделами апостолов Иасона и Сосипатра, а также деревянная клетская церковь Царевича Димитрия Московского. Вероятно, эти храмы были зимней и холодной церквями одного прихода. В 1679 году Казанская церковь была уничтожена пожаром, который начался в иконном ряду Гостиного двора, однако имущество в целом не пострадало. В этом же году прихожане обращаются к архиепископу Симону за разрешением строительства новой деревянной церкви.
Государю Преосвященному Симону, архиепископу Вологодскому и Белоозерскому, бьютъ челом твой святительской богомолецъ храма Пресвятый Богородицы Казанские и святыхъ Апостолъ Ассона (Иасона) и Сосипатра попъ Иванъ да церковный старостишко Тимошка Ивановъ и приходские люди того храма. Въ нынешнемъ, государь, во 188 году (1679), сентября противъ дванадесять осьмаго числа въ ночи волею Божию въ пожарное время тотъ храмъ и съ пределы згорели, а изъ нихъ святые иконы и церковная утварь и книги въ целости вынесены. Умилостивися, государь Преосвященный Симонъ, архиепископъ вологодский и белозерский, пожалуй насъ, благослови, государь, намъ на томъ церковномъ погореломъ месте вновь храмъ воздвигнуть Богородицы Казанские, да Ассона и Сосипатра, и лесъ ранить и купить и ставить, и о томъ дать свою святительскую благословенную грамоту. Государь, святитель, смилуйся.
Была выстроена новая тёплая деревянная церковь с трапезной и колокольней, которая простояла до второй половины XVIII века. После этого периода церковь именуется Казанской иконы Богоматери возле Рыбного ряда. Церковь Димитрия Московского после пожаров 1636, 1661 и 1680 годов не восстанавливалась. На её месте были поставлены обрубы (срубы) с крестами.

### Каменный храм Казанской иконы Божией матери

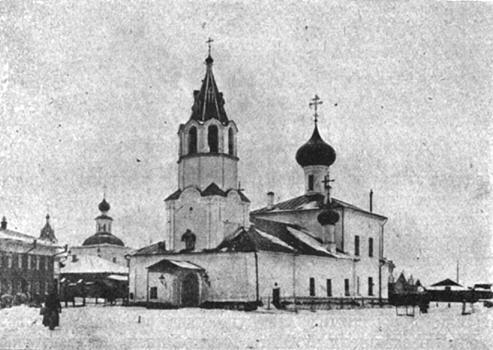
Казанская церковь в 1915 году

В 1760 году был построен существующий каменный храм. В XVIII веке он был расписан, по предположению ряда исследователей, живописцами Спасо-Прилуцкого монастыря Яковом Алексеевым Коростиным и его сын Федором. Позднее росписи были поновлены.
В 1820 году Казанская церковь была приписана к церкви Покрова на Торгу. В 1832 году переоборудована в тёплый храм с проведением службы только зимой. Летом служба происходила в Покровской церкви. С этого времени приход называется Покрово-Казанским. 14 мая (27 мая) 1907 год по пути в родное село Сура Божественную литургию в храме совершил Иоанн Кронштадтский. Это было последнее посещение святым Вологды.

### Закрытие храма в советский период
4 июня 1929 года церковь была закрыта. В июне того же года прошение о передаче здания одновременно подали две организации — рабочего кооператива «Вологжанин» (для кондитерского производства) и Селькредсоюза (для устройства тракторно-ремонтной мастерской). Однако власти решили предназначить помещение под хранение документов из бывших уездов для Окрархивбюро. В 1930-х годах храм лишился своего завершения, а в конце 1940-х — начале 1950-х годов была разобрана шатровая колокольня. Во время разрушения она частично повредила трапезную. До 1970-х годов в здании храма размещались торговые конторы (для торговли молочными продуктами). После перевода городского базара в другое место, рассматривался вопрос о строительстве на Торговой площади высотного административного сооружения и одновременно — сносе храмовой постройки. Однако в итоге власти отказались от первоначальных планов и построили новое здание облисполкома на улице Герцена (ныне здание областного правительства). Здание Казанского храма было передано службе ревизоров автоколонны № 1117.

### Восстановление храма
Восстановление храма было предпринято в начале 1990-х годов настоятелем Церкви Покрова на Торгу протоиереем Василием (Павловым) и общиной во главе с Д. Н. Тихомировой. Началось возрождение Покровско-Казанского прихода. В 1992 году полуразрушенное здание Казанской церкви (без колокольни и куполов) было передано Покровской общине. 20 февраля 1995 года Указом Президента Российской Федерации № 176 Казанский храм был поставлен на государственную охрану в качестве объекта культурного наследия федерального значения. В 2000-е годы начата реставрация храма по проекту архитектора Г. П. Белова. Были восстановлены главы и деструктивные участки кладки, начата реставрация колокольни. 16 июня 2014 года вокруг храма был образован отдельный приход. 20 июля 2014 года в храме прошло первое богослужение — молебен перед Казанской иконой Божией Матери. 11 мая 2015 года митрополит Вологодский и Кирилловский Игнатий совершил первую за 86 лет со времени закрытия церкви Божественную литургию. В сентябре 2017 года завершился монтаж иконостаса в приделе святых апостолов Иасона и Сосипатра. В храме продолжаются восстановительные работы.

## Архитектура
Церковь представляет собой массивный бесстолпный одноглавый храм со стилевыми особенностями XVII века. Четверик вытянут по поперечной оси, возвышаясь над обширной трапезной и короткой апсидой. Убранство здания плоские лопатками на углах и простые завершения. Колокольня — восьмерик на четверике, примыкающая к трапезной, наряду с перспективным порталом и парными полуколоннами на углах по формам следует XVIII веку.
Главный престол церкви посвящён Казанской иконе Богоматери. На текущий момент в нём продолжаются восстановительные работы. Богослужения проводятся в престоле Иасона и Сосипатра.

## Стенная роспись и другие памятники из церкви
В 1760-е годы церковь была расписана. Выдвигается предположение, что авторами фресок были живописцы Спасо-Прилуцкого монастыря Яков Алексеев Коростин и его сын Фёдор. Стенные росписи Казанской церкви — единственное произведение, которое может быть связано с именами вологодских мастеров. Роспись скрыта под позднейшими записями масляными красками. В ходе реставрации во второй половине XX века были открыты фрагменты композиции «Преображение», на южной стене — сцена Страшного Суда «Жена, облачённая в солнце», а на своде — Горний Иерусалим.
До закрытия церкви в ней находился пятиярусный золоченный иконостас. В Казанской церкви находились так называемые «Святцы Несговорова» 1723 года. В начале XX века выдвигалось предположение, что они происходят из вклада Строгановых, однако позднее эта версия была опровергнута.

## Престольные праздники
- 2 января и 14 июня — день святого Праведного Иоанна Кронштадтского
- 17 января и 11 мая — день апостолов от 70-ти Иасона и Сосипатра
- 18 марта и 2 декабря — день святого преподобномученика Адриана Пошехонского
- 13 июля и 13 декабря — день святого апостола Андрея Первозванного
- 21 июля и 4 ноября — день Казанской иконы Божией матери[16].

## Настоятели храма
- 23.06.2014—29.07.2014 — иерей Александр (Колесов)[17]
- 29.07.2014—24.11.2017 — иерей Артемий (Проничев)[18]
- с 24.11.2017 — иерей Константин (Волков)